# Godefred de Conflans
Godefred (ou Godefroy) Maurice de Brienne de Conflans d’Armentières, né en 1684 en Champagne et mort au château de Monistrol le 14 mars 1725, est un évêque français du XVIIIe siècle. 

## Biographie
Il est le fils de Jean François, seigneur de  Fouilleuse, capitaine au régiment-dauphin, et de Clarie-Louise Doulcet.
Goderfroy de Conflans est prieur de Saint-Pierre de Vesseaux, abbé d'  Aiguebelle, archidiacre et vicaire générale de Soissons et prédicateur du roi. Il est nommé évêque du Puy en 1721. Il obtient de Rome le port du pallium en 1724.